# 박정현 (2001년)
박정현(2001년 7월 27일 ~ )은 KBO 리그 한화 이글스 의 내야수이다. 그의 남동생은 KBO 리그 kt 위즈의 투수인 박영현이고, 그의 사촌은 KBO 리그 롯데 자이언츠의 투수인 박명현이다.

## 한국 프로야구 시절

### 한화 이글스시절
2020년에 입단하였다. 2020년 6월 9일 롯데전에서 데뷔 첫 경기를 치렀고, 경기에서 3타수 무안타를 기록했다.

### 상무 야구단시절
2023년 12월에 입단하였다.

## 호주 프로야구 시절
2022년에 질롱 코리아에 입단하였다.

## 출신 학교
- 부천북초등학교
- 부천중학교
- 유신고등학교

## 통산 기록
| 연도 | 팀명  | 타율  | 경기 | 타수 | 득점 | 안타 | 2루타 | 3루타 | 홈런 | 루타 | 타점 | 도루 | 도실 | 볼넷 | 사구 | 삼진 | 병살 | 실책 |
| ---- | ----- | ----- | ---- | ---- | ---- | ---- | ----- | ----- | ---- | ---- | ---- | ---- | ---- | ---- | ---- | ---- | ---- | ---- |
| 2020 | 한화  | 0.279 | 30   | 61   | 6    | 17   | 3     | 0     | 1    | 23   | 9    | 0    | 0    | 3    | 0    | 17   | 2    | 1    |
| 2021 | 한화  | 0.196 | 33   | 107  | 10   | 21   | 4     | 1     | 0    | 25   | 9    | 1    | 0    | 9    | 0    | 32   | 1    | 6    |
| 2022 | 한화  | 0.244 | 81   | 205  | 23   | 50   | 4     | 0     | 3    | 65   | 19   | 6    | 1    | 12   | 1    | 56   | 2    | 8    |
| 2023 | 한화  | 0.181 | 53   | 105  | 12   | 19   | 6     | 0     | 2    | 31   | 4    | 0    | 0    | 3    | 2    | 36   | 2    | 9    |
| 통산 | 4시즌 | 0.224 | 197  | 478  | 107  | 91   | 17    | 1     | 6    | 144  | 41   | 7    | 1    | 27   | 3    | 141  | 7    | 24   |